# Os temporal

Os temporal gauche (vue latérale, coupe sagittale et vue médiale) ; préparation articulée - fin XIXe siècle

L'os temporal est un os pair du crâne situé dans la région de la tempe, sur la partie latérale de la tête. Il participe à la formation de la voûte de la base du crâne. Il accueille aussi l'articulation temporo-mandibulaire, les organes de l'audition avec la caisse du tympan et de l'équilibre avec le vestibule et la cochlée.
Son anatomie est réputée une des plus complexes de tous les os du corps humain et on peut l'aborder sous plusieurs perspectives : du point de vue de ses faces endocrânienne et exocrânienne et de ses quatre bords, ou du point de vue de ses composantes issues plus ou moins de ses origines embryologiques.
L'os temporal résulte de la fusion de trois os qui se soudent dans l'adolescence : l'os squamosal, l'os tympanal et l'os pétreux qui gardent comme trace de séparation un fin sillon sur la surface de l'os. Mais on a l'habitude pour le décrire de le séparer en trois parties qui ne correspondent pas à la formation de l'os. C'est ainsi qu'on distingue :
- l'écaille de l'os temporal qui correspond à la plus grande partie de l'os squamosal ;
- la partie pétreuse de l'os temporal et la partie tympanique de l'os temporal qui correspond à l'os tympanal et à une partie de l'os pétreux ;
- la portion mastoïdienne de l'os temporal qui correspond à une partie des os squamosal et pétreux.

Vue animée

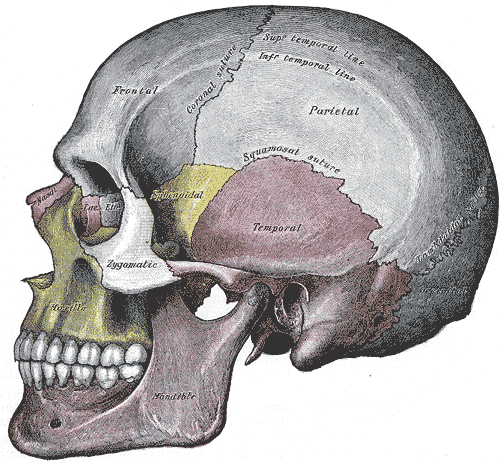
Position du temporal

Dans cet article la première perspective est utilisée. La deuxième perspective est accessible via les articles écaille de l'os temporal, partie pétreuse de l'os temporal et portion mastoïdienne de l'os temporal.

## Faces

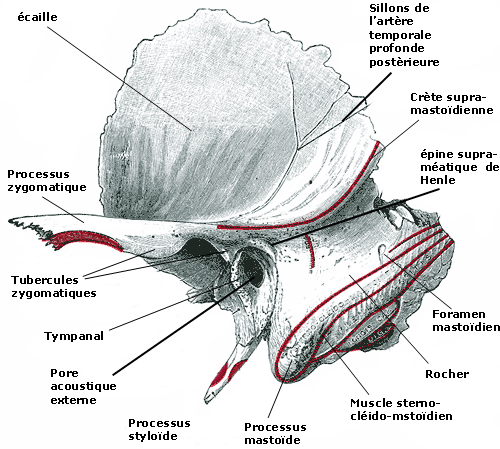
Vue latérale

### Face exocrânienne
Elle est divisée en deux au niveau d'une importante excroissance osseuse dirigée d'abord en dehors et en avant puis en avant, le processus zygomatique : une partie, la plus grande, verticale, dite temporale; une autre plus petite et horizontale dite basilaire.

#### Partie temporale
La partie supra-zygomatique ou temporale, convexe et lisse fait partie de l'écaille de l'os temporal. Elle entre dans la constitution du fond de la fosse temporale et donne insertion au muscle temporal. Au tiers postérieur, elle est marquée par un sillon par l'artère temporale profonde postérieure.

#### Partie basilaire
La partie infra-zygomatique ou basilaire correspondant au quart antéro-inférieur du disque, rabattu à l'horizontale et soudé par son bord postérieur au bord antérieur du rocher.
En avant, elle contribue à former le toit de la fosse infratemporale en continuité avec la grande aile de l'os sphénoïde,
Plus en arrière, le tubercule articulaire du processus zygomatique qui s'oppose au condyle mandibulaire lorsque la bouche est ouverte,
Dans sa partie postérieure se trouve la fosse mandibulaire où vient s'encastrer le condyle mandibulaire formant l'articulation temporo-mandibulaire. Elle comprend à l'avant une portion articulaire et à l'arrière une portion non articulaire : la fosse tympanale. Ces deux portions sont séparées par la fissure tympano-squameuse ou scissure de Glaser qui sépare l'écaille de la partie pétreuse de l'os temporal et donne insertion à la capsule de l'articulation temporo-mandibulaire.
Dans la partie centrale de la partie basilaire se trouve le méat acoustique externe surplombé par l'épine supraméatique. Un peu plus en arrière se trouve la zone criblée rétroméatique perforée de nombreux foramens vasculaires.
Complètement à l'arrière la mastoïde séparée par un vestige de la suture pétro-squameuse en une partie squameuse dans son quart antérieur et une partie pétreuse dans ses trois-quarts postérieurs.
La partie pétreuse de la mastoïde est un des points d'insertion pour d'arrière en avant : le muscle longissimus de la tête, le muscle splénius de la tête, le muscle sterno-cléido-mastoïdien.
En bas et en arrière de la mastoïde se trouve l'incisure mastoïdienne, point d'insertion du muscle digastrique et le foramen mastoïdien donnant passage à une veine à destination du sinus sigmoïde.

#### Processus zygomatique
La face externe du processus zygomatique est sous cutané et palpable. C'est le point d'union entre le massif facial et le reste du crâne.
Sa face médiale est la limite externe de la fosse temporale et du passage du muscle temporal.
Le bord supérieur du processus se poursuit en arrière par une gouttière point d'insertion des fibres postérieures du muscle temporal. Il donne insertion au fascia du muscle temporal.
Le bord inférieur donne insertion au muscle masséter. Il se poursuit en avant pour s'articuler avec le processus temporal de l'os zygomatique. En arrière se trouve le tubercule zygomatique antérieur point d'insertion du ligament latéral temporo-mandibulaire et le tubercule zygomatique postérieur.

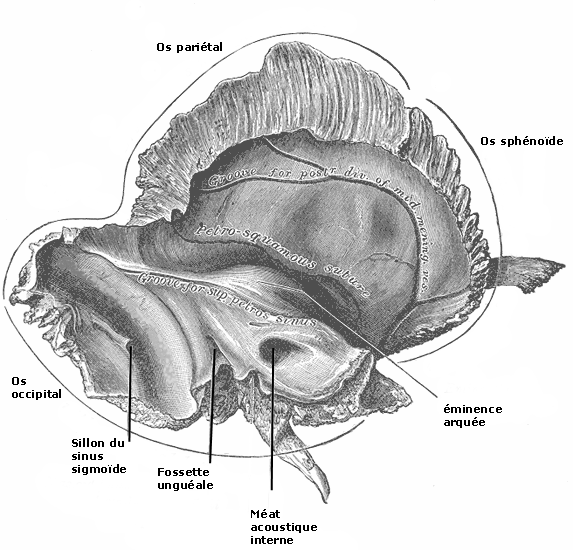

### Face endocrânienne
Elle se divise en une partie squameuse antérieure faisant partie de l'écaille de l'os temporal, une partie pétreuse et une partie mastoïdienne postérieure.

#### Partie squameuse
La partie squameuse est concave et marquée par des sillons correspondant aux empreintes des branches de l’artère méningée moyenne et des empreintes correspondant aux circonvolutions du lobe temporal.
Elle est limitée en bas par le vestige de la suture pétro-squameuse supérieure issu de la fusion de l'os squamosal et de l'os pétreux.

#### Partie pétreuse
La partie pétreuse est en forme de pyramide quadrangulaire oblique en avant et en dedans. Elle présente deux faces endocrâniennes et deux faces exocrâniennes.

##### Face antéro-supérieure endocrânienne
La face antéro-supérieure endocrânienne (ou rostrale ou cérébrale) se situe dans la fosse crânienne moyenne. Elle est limitée entre le bord supérieur de la pyramide pétreuse et par la fissure pétro-squameuse, vestige de la fusion entre l'os pétreux et l'os squamosal.
Le toit du canal semi-circulaire supérieur marque un relief en arrière : l'éminence arquée et en avant le toit de la cavité tympanique crée le tegmen tympani.
À l'avant apparait le hiatus du canal du nerf grand pétreux et le hiatus du canal du nerf petit pétreux. À l'avant de ces hiatus, l'empreinte trigéminale logeant le cavum de Meckel.

##### Face postéro-supérieure endocrânienne
La face postéro-supérieure endocrânienne se situe dans la fosse crânienne postérieure. Elle est limitée par le bord supérieur et le bord postérieur de la pyramide pétreuse.
Elle est perforée par le méat acoustique interne passage du nerf facial et du nerf vestibulocochléaire.
Au-dessus et en arrière se trouve la fossa subarcuata qui s'ouvre sur le canalicule vestibulaire. Encore en arrière le foramen de l'aqueduc du vestibule.

##### Face postéro-inférieure exocrânienne
La face postéro-inférieure exocrânienne est limitée par le bord inférieur et le bord postérieur de la pyramide pétreuse.
Elle présente le foramen mastoïdien passage du nerf facial et le processus styloïde point d'insertion du bouquet de Riolan.
Médialement, la facette jugulaire s'articule avec le processus jugulaire de l'os occipital et à l'avant la fosse jugulaire paroi externe du foramen jugulaire.
Elle présente un important orifice : l'orifice externe ou inférieur du canal carotidien laissant passer l'artère carotide interne qui ressort au sommet de la pyramide pétreuse par l'orifice interne ou antérieur du canal carotidien.

##### Face antéro-inférieure exocrânienne
La face antéro-inférieure exocrânienne présente une partie postérieure ou tympanique entre la fissure tympano-squameuse et le bord inférieur de la pyramide pétreuse, qui forme la paroi antérieure du méat acoustique externe.
Elle présente également une partie antérieure ou pétreuse entre le bord antérieur et le bord inférieur de la pyramide pétreuse qui s'articule avec le bord postérieur de la grande aile de l'os sphénoïde.

##### Bord supérieur
Le bord supérieur de la pyramide pétreuse entre les faces antéro-supérieure endocrânienne et postéro-supérieure endocrânienne oblique en avant, en dedans et en haut. Il présente deux échancrures pour le passage des nerfs trijumeau et abducens.
Un sillon correspond au sinus pétreux supérieur. La grande circonférence de la tente du cervelet s’insère de chaque côté de ce sillon.

##### Bord inférieur
Le bord inférieur de la pyramide pétreuse entre les faces postéro-inférieure exocrânienne et antéro-inférieure exocrânienne présente une partie postérieure tympanique, tranchante, et une partie antérieure pétreuse qui possède un sillon laissé par la trompe d'Eustache.

##### Bord antérieur
Le bord antérieur de la pyramide pétreuse entre les faces antéro-supérieure endocrânienne et antéro-inférieure exocrânienne forme un angle avec l'écaille. Il s'articule avec le bord postérieur de la grande aile de l'os sphénoïde sauf son extrémité antérieure qui forme le foramen déchiré

##### Bord postérieur
Le bord postérieur de la pyramide pétreuse entre les faces postéro-supérieure endocrânienne et antéro-inférieure exocrânienne s'articule avec la partie basilaire de l'os occipital sauf dans sa partie moyenne où il contribue à la limite du foramen jugulaire.
Une empreinte laissée par le sinus pétreux inférieur est visible, ainsi que l'empreinte du ganglion inférieur du nerf glossopharyngien : la fossette pétreuse.

##### Sommet
Le sommet de la pyramide pétreuse répond au foramen déchiré et s'encastre entre la grande aile et le corps du sphénoïde et présente l'orifice interne du canal carotidien.

#### Partie mastoïdienne
La partie mastoïdienne fait partie de la fosse crânienne postérieure et est marquée par le profond sillon du sinus sigmoïde. De part et d'autre de ce sillon s'insère la tente du cervelet et en arrière de celui-ci se trouve la fosse cérébelleuse du recevant le cervelet.

## Bord
L'ensemble de l'os temporal présente quatre bords : un bord sphénoïdal antérieur, un bord pariétal supérieur, un bord occipital inférieur et un bord zygomatique antérieur et externe.

### Bord sphénoïdal
Le bord sphénoïdal présente une portion verticale en biseau interne et une portion horizontale en biseau externe séparées par le point sphéno-squameux correspondant au changement d'orientation du biseau. Il s'articule avec le bord postérieure de la grande aile de l'os sphénoïde formant les sutures sphéno-squameuse et sphéno-pétreuse.

### Bord pariétal
Le bord pariétal présente une portion squameuse taillé en biseau interne qui s'étend entre deux point crâniomètrique : le ptérion et l'entomion.
Il se poursuit par la portion mastoïdienne entre l'entomion et un autre point crâniométrique : l'astérion. Elle présente un biseau externe à l'avant et un biseau interne à l'arrière, le changement de biseau se réalisant au milieu de la portion.
Il s'articule avec le bord inférieur de l'os pariétal formant les sutures pariéto-squameuse et pariéto-mastoïdienne.

### Bord occipital
Le bord occipital inférieur s'étend de l'astérion au sommet de la pyramide pétreuse. La portion postérieure verticale à biseau interne puis horizontale à biseau externe forme avec l'os occipital la suture occipito-mastoïdienne. Entre ces deux portions le point condylo-squamo-mastoïdien de changement de biseau.
Cette portion se poursuit par une portion antérieure formant le foramen jugulaire, puis la suture pétro-basilaire avec la partie basilaire de l'os occipital.

### Bord zygomatique
Le bord zygomatique au sommet de l'apophyse zygomatique s'articule avec le processus temporal de l'os zygomatique par la suture temporo-zygomatique et forme ainsi l'arcade zygomatique.

## Structures osseuses internes

### Caisse du tympan

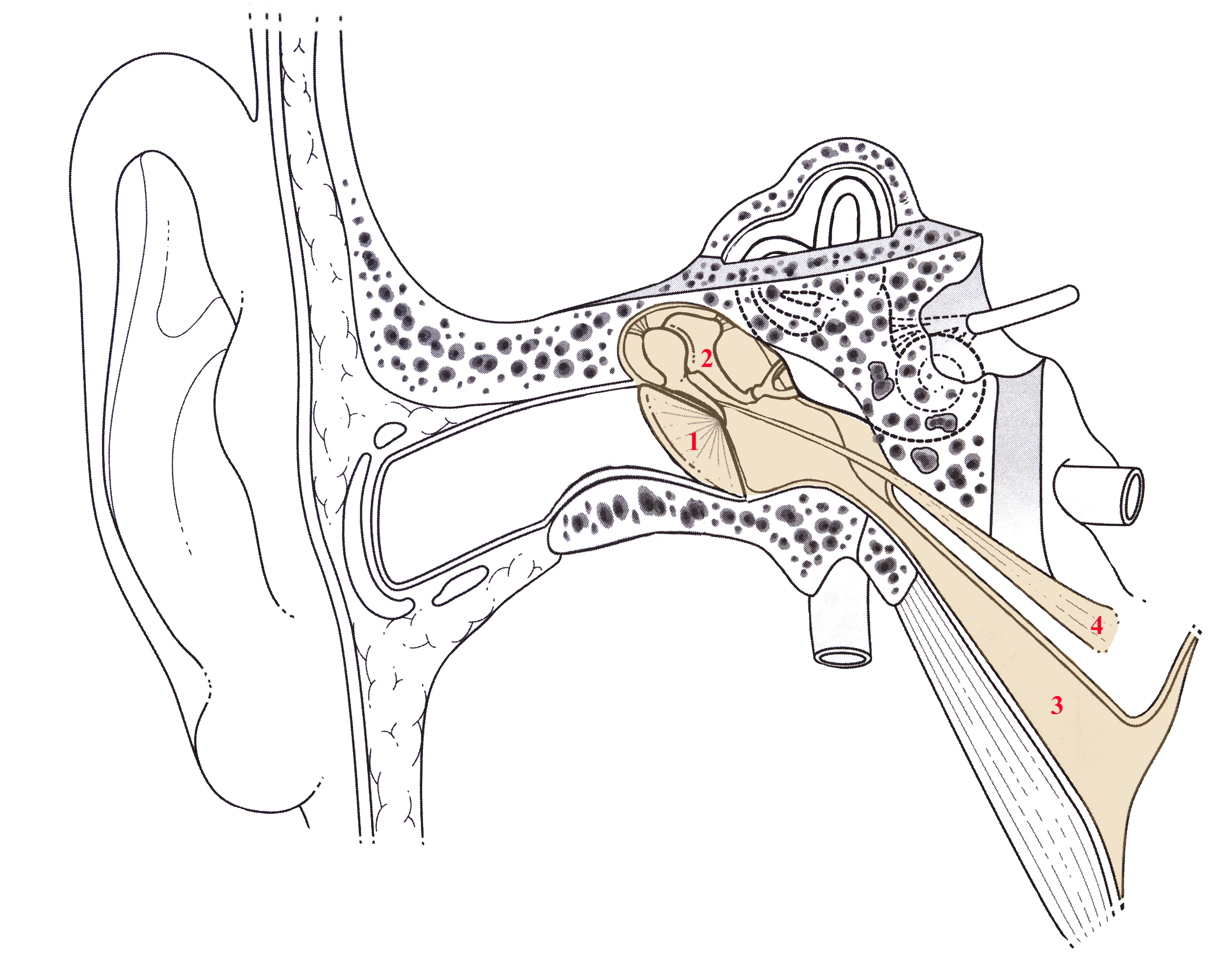

C'est une cavité aplatie entre le méat acoustique externe et le labyrinthe osseux. Elle est constitutive de l'oreille moyenne. En forme de lentille biconcave, elle présente une paroi latérale tympanique et une paroi médiale labyrinthique.
Sa circonférence est constituée de :
- sa paroi supérieure ou tegmen tympani, mince et partagée par la suture pétro-squameuse supérieure ;
- sa paroi inférieure ou plancher de la caisse qui surmonte la base du processus styloïde ;
- sa partie postérieure ou mastoïdienne qui communique avec l’antre mastoïdienne par l’aditus ad antrum ;
- sa paroi antérieure ou tubo-carotidienne qui porte l’orifice postérieur ou tympanique de la trompe d'Eustache.

La cavité tympanique comporte :
- l'étage supérieur ou attique : le corps du marteau et de l'enclume ;
- l'étage inférieur ou atrium : le manche du marteau, la longue apophyse de l'enclume et l'étrier avec le récessus hypotympanique.

Étrier (os)

### Labyrinthe osseux

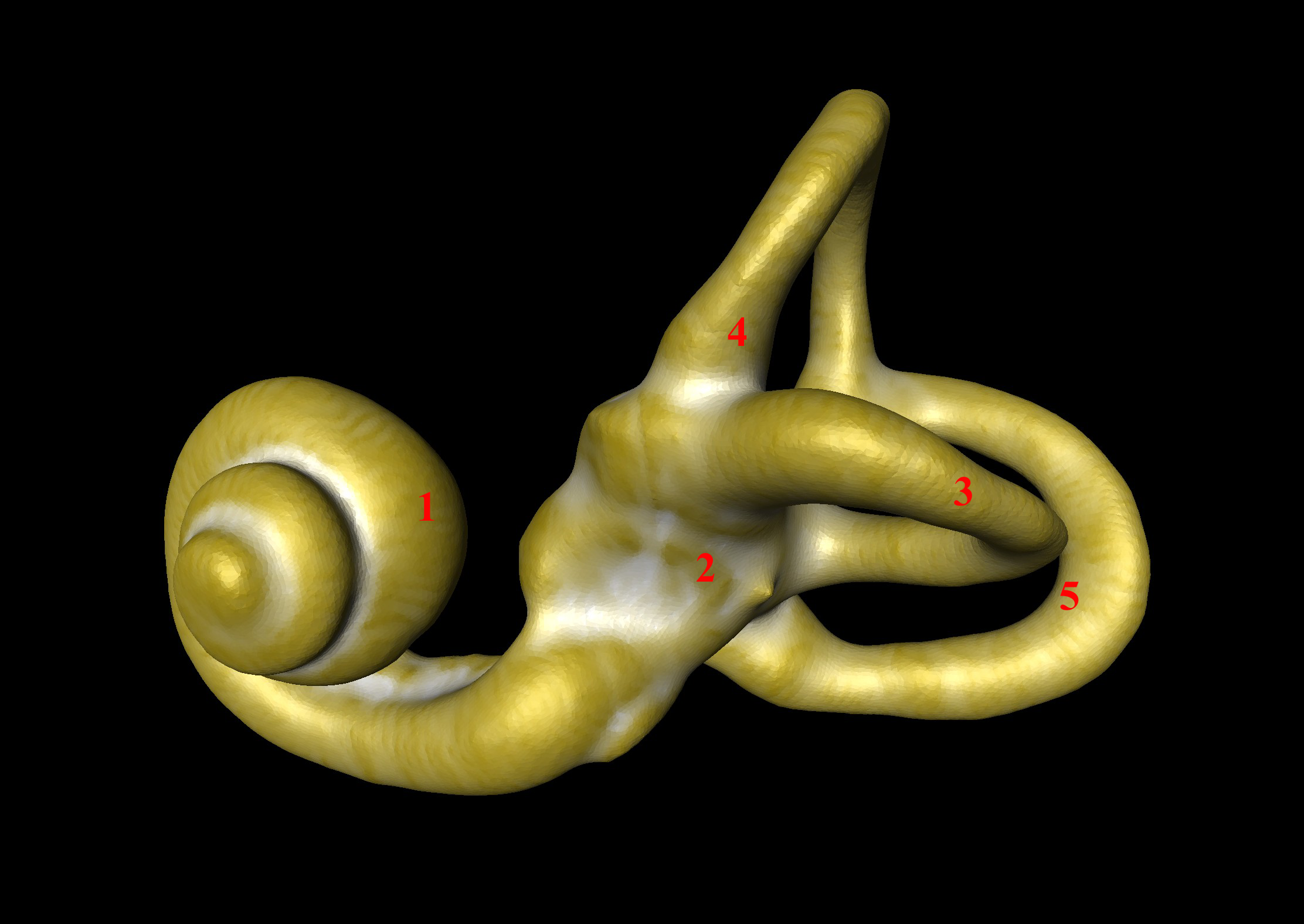

C'est l'ensemble des cavités osseuses creusées dans le rocher et communicantes, constitutives de l'oreille interne :
- la cochlée (1) ;
- le vestibule (2) ;
- les canaux semi-circulaires (3 externe - 4 supérieur - 5 postérieur).

On lui rattache le méat acoustique interne.

#### Vestibule
Il est ovoïde, aplati transversalement, perpendiculaire au grand axe du rocher.

Sa paroi latérale comprend : la fenêtre du vestibule (répond à la caisse du tympan et est en rapport avec la platine de l'étrier)
Ses parois supérieure et postérieure portent les orifices des canaux semi-circulaires.
Les canaux semi-circulaires sont trois tubes recourbés et s’ouvrant dans le vestibule par leurs deux extrémités. La partie antérieure est ampullaire.

L'antérieur est dans le plan vertical perpendiculaire au grand axe du rocher.

Le postérieur est dans le plan vertical parallèle au grand axe du rocher et son extrémité non ampullaire se réunit à celle du canal antérieur.

L’externe ou latéral est dans un plan de 30° par rapport à horizontal et possède une extrémité non ampullaire propre.

#### Cochlée
Elle est formée d’un conduit tubulaire, le canal spiral raccordé à la partie antérieure et inférieure du vestibule, enroulé selon 2 ½ à 2 ¾ de tour de spire autour d’un axe conique appelé la columelle ou modiolus et divisé en deux rampes, l’une supérieure appelée vestibulaire et l’autre inférieure appelée tympanique.

Son sommet est appelé cupule de la cochlée.

La fenêtre de la cochlée (fenêtre ronde) est en rapport avec la paroi médiale de la caisse tympanique.

### Méat acoustique interne
Il débouche sur la face postéro-supérieure du rocher par le pore acoustique interne. Sa partie distale est en rapport avec la paroi médiale du vestibule et avec la base de la cochlée. Il est oblique de dedans en dehors et d’avant en arrière et mesure 10 mm de long et 5 mm de large.

### Canal du facial (canal de Fallope)
Il est creusé dans le rocher et présente trois segments successifs :
- segment labyrinthique, horizontal, perpendiculaire au grand axe du rocher, passant entre la cochlée et le vestibule ;
- segment tympanique, horizontal mais parallèle au grand axe du rocher, passant entre le vestibule et le cavum tympani ;
- segment mastoïdien, vertical, creusé dans un mur osseux entre le cavum et l’antre mastoïdienne.

## Embryologie
L'os temporal se forme à partir de 4 points d'ossification. Un premier pour l'os squamosal d'origine membraneuse. Le deuxième pour l'os tympanal d'origine membraneuse. Un troisième pour l'os pétreux d'origine cartilagineuse. Un quatrième pour le processus styloïde d'origine cartilagineuse du 2e arc branchial. Ces 4 points d'ossification fusionnent au 9e mois de grossesse.

## Anatomie comparée
Chez de nombreux animaux, les éléments à l'origine de l'os temporal restent séparés.
En termes évolutifs, l'os temporal est issu de la fusion de nombreux os souvent séparés chez les mammifères non humains :
- L'os squamosal, qui est homologue à l'écaille forme le côté du crâne chez de nombreux poissons osseux et tétrapodes. Primitivement, c'est un os aplati en forme de plaque, mais chez de nombreux animaux, il est de forme plus étroite[1].
- Les parties pétreuse et mastoïdienne de l'os temporal dérivent de la fusion d'un certain nombre d'os entourant l'oreille des reptiles.
- La structure complexe de l'oreille moyenne, propre aux mammifères, n'est généralement pas protégée chez les marsupiaux. Chez les placentaires elle est généralement enfermée dans une gaine osseuse appelée os tympanal. Chez de nombreux mammifères, il s'agit d'un os séparé dérivé de l'os angulaire de la mâchoire inférieure des reptiles.

## Galerie

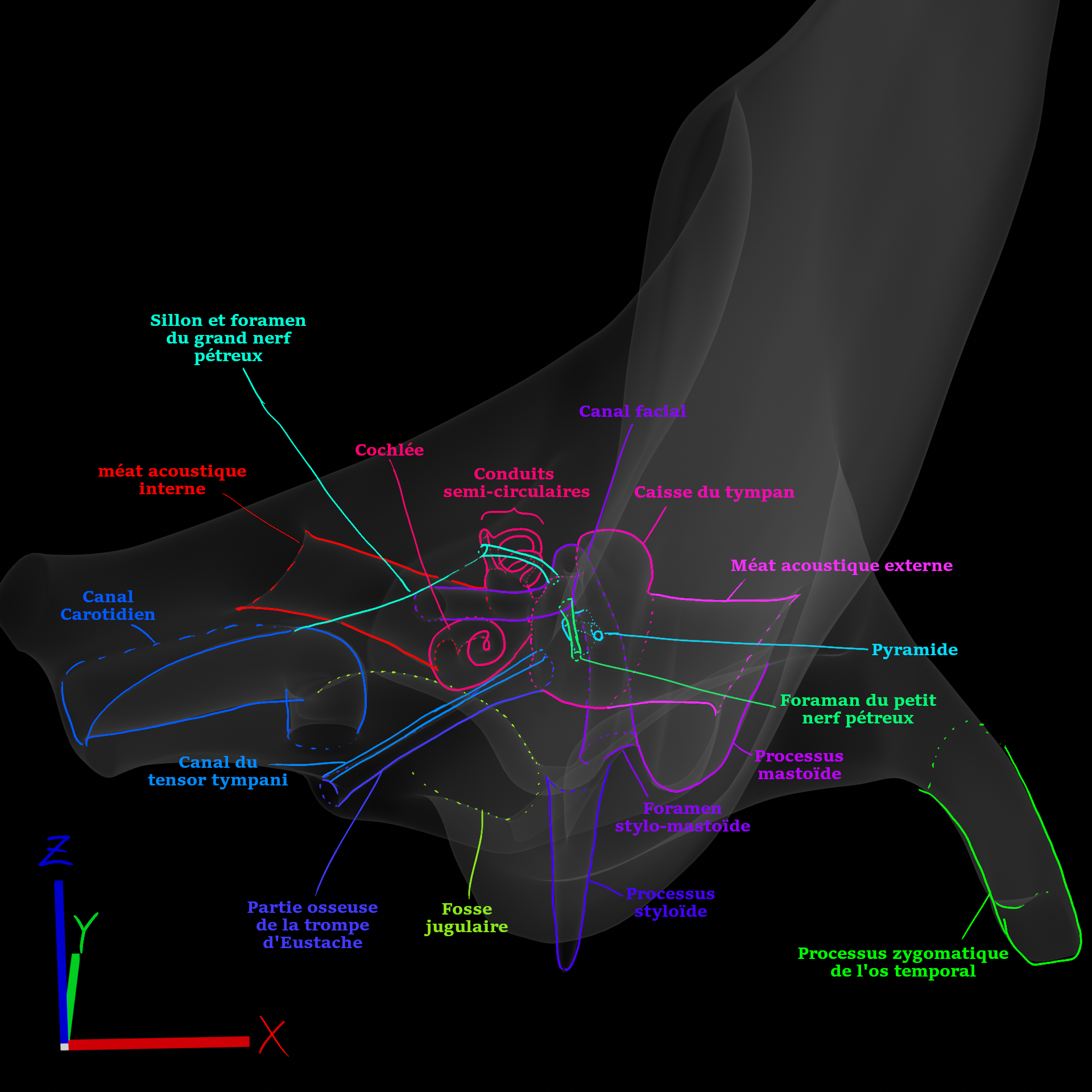
Représentation en transparence de l'os temporal (Vue antérieure)